# Galium samium
Galium samium är en måreväxtart som beskrevs av Franz Xaver Krendl. Galium samium ingår i släktet måror, och familjen måreväxter. Inga underarter finns listade i Catalogue of Life.